# Піщанська сільська територіальна громада (Дніпропетровська область)
Піщанська сільська громада — об'єднана територіальна громада в Україні, в Самарівському районі Дніпропетровської області. Адміністративний центр — село Піщанка.
Площа громади — 395,8 км², населення — 19 395 мешканців (2018).
Утворена 26 грудня 2017 року шляхом об'єднання Меліоративнівської селищної ради та Знаменівської, Орлівщинської, Піщанської сільських рад Новомосковського району.

## Населені пункти
До складу громади входять 1 смт (Меліоративне) і 8 сіл: Знаменівка, Новоселівка, Новотроїцьке, Орлівщина, Підпільне, Піщанка, Соколове та Ягідне.